# جيمس أو. غولدزبوروغ
جيمس أو. غولدزبوروغ (بالإنجليزية: James O. Goldsborough)‏ هو صحفي أمريكي، ولد في 1936.